# Seznam namestnikov generalnega sekretarja Nata
Seznam namestnikov generalnega sekretarja Nata.
| Seznam namestnikov | Seznam namestnikov       | Seznam namestnikov | Seznam namestnikov |
| #                  | Ime                      | Država             | Mandat             |
| ------------------ | ------------------------ | ------------------ | ------------------ |
| 1                  | Jonkheer van Vredenburch | Netherlands        | 1952–1956          |
| 2                  | Baron Adolph Bentinck    | Netherlands        | 1956–1958          |
| 3                  | Alberico Casardi         | Italy              | 1958–1962          |
| 4                  | Guido Colonna di Paliano | Italy              | 1962–1964          |
| 5                  | James A. Roberts         | Canada             | 1964–1968          |
| 6                  | Osman Olcay              | Turkey             | 1969–1971          |
| 7                  | Paolo Pansa Cedronio     | Italy              | 1971–1978          |
| 8                  | Rinaldo Petrignani       | Italy              | 1978–1981          |
| 9                  | Eric da Rin              | Italy              | 1981–1985          |
| 10                 | Marcello Guidi           | Italy              | 1985–1989          |
| 11                 | Amedeo de Franchis       | Italy              | 1989–1994          |
| 12                 | Sergio Balanzino         | Italy              | 1994–2001          |
| 13                 | Alessandro Minuto Rizzo  | Italy              | 2001–2007          |
| 14                 | Claudio Bisogniero       | Italy              | 2007–danes         |